# Collegio elettorale di Feltre (Camera dei deputati)
Il collegio di Feltre fu un collegio elettorale uninominale della Repubblica Italiana per l'elezione della Camera dei deputati. Apparteneva alla circoscrizione Veneto 2 e fu utilizzato per eleggere un deputato nella XII, XIII e XIV legislatura.
Venne istituito nel 1993 con la cosiddetta Legge Mattarella (Legge n. 277, Nuove norme per l'elezione della Camera dei deputati), attuata in seguito al referendum abrogativo del 1993. La legge istituì per la Camera dei deputati e per il Senato della Repubblica un sistema di elezione misto, in parte maggioritario e in parte proporzionale. Il 75% dei parlamentari dell'assemblea veniva eletto in collegi uninominali tramite sistema maggioritario a turno unico; il restante 25% alla Camera veniva eletto tramite sistema proporzionale con liste bloccate.
Il collegio venne abolito insieme a tutti gli altri che costituivano la Camera con la promulgazione della legge elettorale successiva, la cosiddetta Legge Calderoli. Questa prevedeva un sistema proporzionale con premio di maggioranza, che alla Camera veniva attribuito a livello nazionale.

## Territorio
Il collegio di Feltre era uno dei 37 collegi uninominali in cui era suddiviso il Veneto e, come previsto dal D.Lgs. del 20 dicembre 1993 n. 536, era interamente compreso nella provincia di Belluno e comprendeva i seguenti comuni: Agordo, Alano di Piave, Alleghe, Arsiè, Canale d'Agordo, Cencenighe Agordino, Cesiomaggiore, Falcade, Feltre, Fonzaso, Gosaldo, La Valle Agordina, Lamon, Lentiai, Limana, Mel, Pedavena, Quero, Rivamonte Agordino, Rocca Pietore, San Gregorio nelle Alpi, San Tomaso Agordino, Santa Giustina, Sedico, Segusino, Selva di Cadore, Seren del Grappa, Sospirolo, Sovramonte, Taibon Agordino, Trichiana, Vallada Agordina, Vas e Voltago Agordino.

## Eletti
| Elezione | Elezione | Deputato        | Partito                 |
| -------- | -------- | --------------- | ----------------------- |
|          | 1994     | Flavio Devetag  | Polo delle Libertà (LN) |
|          | 1996     | Fabio Calzavara | Lega Nord               |
|          | 2001     | Italo Sandi     | L'Ulivo (DS)            |

## Dati elettorali

### XII legislatura

#### Risultati proporzionale
| Coalizioni        | Coalizioni            | Liste                       | Liste                              | Voti   | %     |
| ----------------- | --------------------- | --------------------------- | ---------------------------------- | ------ | ----- |
|                   | Polo delle Libertà    |                             | Lega Nord                          | 25.352 | 33,50 |
|                   | Polo delle Libertà    | Forza Italia                | 16.209                             | 21,42  |       |
| Totale coalizione | Totale coalizione     | 41.561                      | 54,92                              |        |       |
|                   | Progressisti          |                             | Partito Democratico della Sinistra | 6.657  | 8,80  |
|                   | Progressisti          | Rifondazione Comunista      | 3.443                              | 4,55   |       |
|                   | Progressisti          | Federazione dei Verdi       | 2.064                              | 2,73   |       |
|                   | Progressisti          | Partito Socialista Italiano | 1.961                              | 2,59   |       |
| Totale coalizione | Totale coalizione     | 14.125                      | 18,67                              |        |       |
|                   | Patto per l'Italia    |                             | Partito Popolare Italiano          | 12.394 | 16,38 |
|                   | Alleanza Nazionale    | Alleanza Nazionale          | Alleanza Nazionale                 | 4.281  | 5,66  |
|                   | Lega Autonomia Veneta | Lega Autonomia Veneta       | Lega Autonomia Veneta              | 3.307  | 4,37  |
| Totale            | Totale                | Totale                      | Totale                             | 75.668 |       |

#### Risultati uninominale
|                               | Flavio Devetag ✔️ Eletto | Polo delle Libertà (FI - LN - CCD - UDC) | 42 882 | 56,71 |  |  |  |  |  |
|                               | Renzo Poloni             | Progressisti                             | 16 103 | 21,29 |  |  |  |  |  |
|                               | Giacomo Perenzin         | Patto per l'Italia                       | 12 357 | 16,34 |  |  |  |  |  |
|                               | Vincenzo Gasparini       | Alleanza Nazionale                       | 4 279  | 5,66  |  |  |  |  |  |
| Totale                        | Totale                   | Totale                                   | 75 621 | 100   |  |  |  |  |  |
|                               |                          |                                          |        |       |  |  |  |  |  |
| Fonte: Ministero dell'interno |                          |                                          |        |       |  |  |  |  |  |

### XIII legislatura

#### Risultati proporzionale
| Coalizioni        | Coalizioni          | Liste                                     | Liste                              | Voti   | %     |
| ----------------- | ------------------- | ----------------------------------------- | ---------------------------------- | ------ | ----- |
|                   | Lega Nord           | Lega Nord                                 | Lega Nord                          | 33.224 | 45,48 |
|                   | Polo per le Libertà |                                           | Forza Italia                       | 11.674 | 15,98 |
|                   | Polo per le Libertà | Alleanza Nazionale                        | 4.797                              | 6,57   |       |
|                   | Polo per le Libertà | CCD-CDU                                   | 3.083                              | 4,22   |       |
| Totale coalizione | Totale coalizione   | 19.554                                    | 26,77                              |        |       |
|                   | L'Ulivo             |                                           | Partito Democratico della Sinistra | 5.443  | 7,45  |
|                   | L'Ulivo             | Rinnovamento Italiano                     | 5.386                              | 7,37   |       |
|                   | L'Ulivo             | Popolari per Prodi (PPI-SVP-PRI-UD-Prodi) | 4.565                              | 6,25   |       |
|                   | L'Ulivo             | Federazione dei Verdi                     | 1.339                              | 1,83   |       |
| Totale coalizione | Totale coalizione   | 16.733                                    | 22,90                              |        |       |
|                   | Progressisti        |                                           | Rifondazione Comunista             | 3.538  | 4,84  |
| Totale            | Totale              | Totale                                    | Totale                             | 73.049 |       |

#### Risultati uninominale
|                               | Fabio Calzavara ✔️ Eletto | Lega Nord                       | 30 763 | 43,59 |  |  |  |  |  |
|                               | Guido Trento              | L'Ulivo - Lega Autonomia Veneta | 24 195 | 34,29 |  |  |  |  |  |
|                               | Luigi Filippo Olivetti    | Polo per le Libertà             | 15 612 | 22,12 |  |  |  |  |  |
| Totale                        | Totale                    | Totale                          | 70 570 | 100   |  |  |  |  |  |
|                               |                           |                                 |        |       |  |  |  |  |  |
| Fonte: Ministero dell'interno |                           |                                 |        |       |  |  |  |  |  |

### XIV legislatura

#### Risultati proporzionale
| Coalizioni        | Coalizioni                         | Liste                              | Liste                                 | Voti   | %     |
| ----------------- | ---------------------------------- | ---------------------------------- | ------------------------------------- | ------ | ----- |
|                   | Casa delle Libertà                 |                                    | Forza Italia                          | 18.485 | 26,72 |
|                   | Casa delle Libertà                 | Lega Nord                          | 7.709                                 | 11,15  |       |
|                   | Casa delle Libertà                 | Alleanza Nazionale                 | 3.975                                 | 5,75   |       |
|                   | Casa delle Libertà                 | CCD-CDU                            | 1.584                                 | 2,29   |       |
|                   | Casa delle Libertà                 | Nuovo PSI                          | 569                                   | 0,82   |       |
| Totale coalizione | Totale coalizione                  | 32.322                             | 46,73                                 |        |       |
|                   | L'Ulivo                            |                                    | La Margherita (Dem - PPI - RI- UDEUR) | 19.685 | 28,46 |
|                   | L'Ulivo                            | Democratici di Sinistra            | 3.168                                 | 4,58   |       |
|                   | L'Ulivo                            | Il Girasole (FdV - SDI)            | 823                                   | 1,19   |       |
|                   | L'Ulivo                            | Comunisti Italiani                 | 710                                   | 1,03   |       |
| Totale coalizione | Totale coalizione                  | 24.386                             | 35,26                                 |        |       |
|                   | Lista Di Pietro                    | Lista Di Pietro                    | Lista Di Pietro                       | 3.787  | 5,48  |
|                   | Rifondazione Comunista             | Rifondazione Comunista             | Rifondazione Comunista                | 2.580  | 3,73  |
|                   | Liga Fronte Veneto                 | Liga Fronte Veneto                 | Liga Fronte Veneto                    | 2.322  | 3,36  |
|                   | Lista Pannella - Bonino            | Lista Pannella - Bonino            | Lista Pannella - Bonino               | 1.733  | 2,51  |
|                   | Movimento Sociale Fiamma Tricolore | Movimento Sociale Fiamma Tricolore | Movimento Sociale Fiamma Tricolore    | 938    | 1,36  |
|                   | Democrazia Europea                 | Democrazia Europea                 | Democrazia Europea                    | 915    | 1,32  |
|                   | Paese Nuovo                        | Paese Nuovo                        | Paese Nuovo                           | 114    | 0,16  |
|                   | Abolizione scorporo                | Abolizione scorporo                | Abolizione scorporo                   | 71     | 0,10  |
| Totale            | Totale                             | Totale                             | Totale                                | 69.168 |       |

#### Risultati uninominale
|                               | Italo Sandi ✔️ Eletto | L'Ulivo            | 27 558 | 39,60 |  |  |  |  |  |
|                               | Bruno Mignolli        | Casa delle Libertà | 26 945 | 38,72 |  |  |  |  |  |
|                               | Ernesto Bellenzier    | Liga Fronte Veneto | 5 894  | 8,47  |  |  |  |  |  |
|                               | Nicoletta Zannin      | Lista Di Pietro    | 4 557  | 6,55  |  |  |  |  |  |
|                               | Dino Dal Pan          | Democrazia Europea | 2 567  | 3,69  |  |  |  |  |  |
|                               | Paola Sain            | Lista Emma Bonino  | 2 069  | 2,97  |  |  |  |  |  |
| Totale                        | Totale                | Totale             | 69 590 | 100   |  |  |  |  |  |
|                               |                       |                    |        |       |  |  |  |  |  |
| Fonte: Ministero dell'interno |                       |                    |        |       |  |  |  |  |  |